# AEG Wagner Eule
AEG Wagner Eule – niemiecki samolot pionierski z czasów I wojny światowej.
Samolot był jedną z pierwszych konstrukcji lotniczych. Był to dwumiejscowy średniopłat z ramą spawaną z rur stalowych oraz elementami z drewna dębowego, krytego płótnem. Wyposażono go w gwiazdowy silnik rotacyjny. Został skonstruowany w 1914 roku w Cesarstwie Niemieckim. Powstały dwa prototypowe egzemplarze. Nowatorska konstrukcja kadłuba dała początek nowoczesnym samolotom rozpoznawczym i szturmowym używanym podczas I wojny światowej.
Jedyny zachowany, nieodrestaurowany egzemplarz znajduje się w Muzeum Lotnictwa Polskiego w Krakowie.